# El Pozo Santo
El Pozo Santo är en ort i Mexiko.   Den ligger i kommunen Pihuamo och delstaten Jalisco, i den södra delen av landet, 400 km väster om huvudstaden Mexico City. El Pozo Santo ligger 754 meter över havet och antalet invånare är 901.
Terrängen runt El Pozo Santo är huvudsakligen kuperad, men söderut är den platt. Runt El Pozo Santo är det glesbefolkat, med 18 invånare per kvadratkilometer. Närmaste större samhälle är Pihuamo, 8,5 km söder om El Pozo Santo. Omgivningarna runt El Pozo Santo är en mosaik av jordbruksmark och naturlig växtlighet.